# Acraea cydonia
Acraea cydonia är en fjärilsart som beskrevs av Ward 1873. Acraea cydonia ingår i släktet Acraea och familjen praktfjärilar. Inga underarter finns listade i Catalogue of Life.